# Der Staatsanwalt hat das Wort: Risiko
Risiko ist ein deutscher, kriminologischer Fernsehfilm von Helmut Krätzig aus dem Jahr 1980. Er erschien erst 1990 als 134. Folge der Reihe Der Staatsanwalt hat das Wort, da er vorher in der DDR nicht gesendet werden durfte.

## Handlung

### Filmhandlung
Auf einer bundesdeutschen Autobahn stürzt ein junger Mann von einer Brücke auf die Fahrbahn und verletzt sich dabei. Da die hier fahrenden Autos gerade noch bremsen oder an ihm vorbeifahren können, kommt er mit dem Leben davon und wird in ein Krankenhaus gebracht. Hier blickt er auf die Geschichte zurück, die zu diesem Unheil führte.
Es beginnt am Goldstrand in Bulgarien, wo Robert seinen Urlaub verbringt. Hier sieht er in einem Restaurant am Nebentisch eine junge Frau, die er sofort für das schönste Mädchen der Welt hält. Da der sie begleitende ältere Herr sehr vornehm aussieht, vermutet er, dass sie bestimmt aus der Bundesrepublik ist. Am Abend trifft er sie erneut in einer Folklore-Gaststätte und fordert sie immer wieder, mit Erfolg, zum Tanz auf. Sie heißt Jutta, hat Geburtstag und holt ihn an den Tisch, wo sie mit ihrem Onkel Lothar sitzt, den er erst für ihren Vater gehalten hat. Nun stellt sich heraus, dass der Onkel Bundesbürger ist und die beiden jungen Leute aus der DDR kommen. Bei dem anschließenden, nächtlichen Spaziergang am Strand verlieben sich Robert und Jutta ineinander.
Am nächsten Morgen im Hotel bekommt Onkel Lothar die Nachricht, dass es mit dem bestellten Pass für Jutta nicht klappt. Dadurch erfährt der Zuschauer den wahren Grund des Urlaubs von Onkel und Nichte am Goldstrand. Onkel Lothar hatte über alte Freunde einen bundesdeutschen Pass bestellt, damit er seine Nichte in den Westen holen kann, was ihr sehnlichster Wunsch ist. Als Jutta hört, dass sie wieder in die DDR zurückfahren muss, ist sie gar nicht so enttäuscht, wie Lothar erwartet hat, was aber mit Sicherheit an dem jungen Mann liegt, den sie gerade kennengelernt hat. Bei einem Spaziergang erfährt Robert, dass ihre Eltern vier Jahre zuvor bei einem Autounfall tödlich verunglückt sind. Ihr Onkel Günther und die Tante Käthe, die in Mecklenburg wohnten, nahmen sie anschließend auf und gemeinsam zogen sie nach Thüringen. Doch Jutta kommt mit der privaten und politischen Enge nicht zurecht, auch weil Onkel Günther alles, was die DDR betrifft, verteidigt.
Nach dem Urlaub in Bulgarien fahren beide wieder zurück in die DDR, Robert nach Berlin, wo er in einer Autowerkstatt arbeitet und Jutta nach Dresden, wo sie studiert. Doch sie können nicht mehr voneinander lassen, werden ein Paar und bekommen ein Jahr später ein Kind, das sie Anna nennen. Bei der Taufe ist auch wieder Onkel Lothar dabei, der immer noch nach einer Fluchtmöglichkeit für Jutta sucht, die diese Absicht immer noch verfolgt. Hier macht er ihr das erste Mal den Vorschlag, auch Robert mitzunehmen, denn als zukünftigen Meister kann er ihn in seinem Betrieb gut gebrauchen. Jutta zieht mit Anna in Roberts Berliner Ein-Zimmer-Wohnung, so dass die ständige Fahrerei endlich aufhört. Während eines Besuchs Onkel Lothars in Ost-Berlin hört Robert erstmals von Jutta, dass sie immer noch in den Westen will und er mit dem Kind mitkommen soll. Er will jedoch nicht abhauen, doch als sie ihm klarmacht, dass sie dann allein mit dem Kind fährt, stimmt er zu, denn ohne Jutta und Anna kann er nicht leben.
Onkel Lothar übernimmt die Organisation der Flucht. Die 30 000 Westmark für Jutta und das Kind übernimmt er und  Robert muss für seine 30 000 Mark nach seiner Flucht einen Kredit aufnehmen, den er dann zu kulanten Bedingungen zurückzahlen kann. In einer West-Berliner Kneipe trifft sich Onkel Lothar mit dem Fluchthelfer Herrn Holzhäuser, um mit ihm die Details der Flucht abzusprechen, sowie die Anzahlung zu übergeben. Am verabredeten Tag fahren zwei Autos mit dem gleichen Kennzeichen von West-Berlin in die Bundesrepublik. Ein Auto, dessen Fahrer in die DDR einreist, nimmt die Flüchtlinge in Halle (Saale) auf, während das zweite im Transitverkehr durch die DDR fährt. Robert und Jutta mit Anna, die zuvor eine Schlaftablette bekommen hat, verstecken sich unterwegs, an einer geeigneten Stelle, im Kofferraum. Beide Autos sollen sich an einer Raststätte treffen, wo die Fahrer die Autos tauschen und somit die Flüchtlinge in dem Transitfahrzeug liegen, das nicht kontrolliert wird. Da der Fahrer mit den Flüchtlingen durch Nachlässigkeit die Fernverkehrsstraße in die falsche Richtung fährt, was er erst relativ spät bemerkt, kommen sie erst lange nach der verabredeten Zeit am Treffpunkt an. Obwohl die jungen Leute durch Klopfen und Rufen darauf aufmerksam machen, dass sie keine Luft mehr in dem engen Kofferraum bekommen, wird dieser aus Sicherheitsgründen nicht geöffnet. Nachdem auch noch auf der Autobahn der Motor kaputt geht, versucht der neue Fahrer ein Auto zu finden, was ihn bis über die Grenze abschleppt, während die Hilferufe aus dem Kofferraum immer lauter werden.
Am Grenzübergang warten ungeduldig Onkel Lothar und Herr Holzhäuser auf das längst überfällige Auto. Als es endlich eintrifft, werden Robert und Jutta aus der stickigen Enge befreit, nur Anna hat die Fahrt nicht lebend überstanden. Juttas ganze Wut richtet sich gegen Robert, dem sie vorwirft, dass er sie überhaupt nicht erst in das Auto hätte einsteigen lassen dürfen. Wie immer sucht sie die Schuld nur bei anderen und nicht bei sich selbst, was Robert jetzt auch erkennt. Voller Enttäuschung über ihre Anschuldigungen und den Tod seiner Tochter Anna, springt er von der naheliegenden Autobahnbrücke, um sich das Leben zu nehmen, was ihm aber nicht gelingt.

### Vorlage
Die Vorlage für den Film war der Fall Emanuel Holzhauer, der sich 1977 ereignete. Abweichend vom Film gelangten Emanuel Holzhauers Eltern jedoch nicht in die Bundesrepublik, sondern wurden am Grenzübergang Helmstedt/Marienborn festgenommen und später zu fünf Jahren Haft verurteilt. Der Fluchthelfer wurde zu acht Jahren Haft verurteilt. Die Eltern gelangten 1980 durch Freikauf in die Bundesrepublik.

## Produktion
Risiko entstand 1979/1980 beim Fernsehen der DDR auf ORWO-Color und sollte ursprünglich im August 1980 gesendet werden, was aber verboten wurde. Deshalb konnte er erst nach der Wende in der DDR am 13. Mai 1990 im 1. Programm des Deutschen Fernsehfunks ausgestrahlt werden.
Das Szenarium schrieb Günter Karl. Dramaturgin war Käthe Riemann, den Kommentar verfasste und sprach Dr. Peter Przybylski. Das Szenenbild stammte von Werner Richter. Die Außenaufnahmen entstanden zum Teil am Goldstrand (Bulgarien), im Interhotel Panorama, Oberhof, am Schloss Köpenick, am Luisenhain (Köpenick), im Interhotel Metropol, Berlin, am Neptunbrunnen in Berlin, in Halle (Saale) in Aschersleben und in West-Berlin.